# Turistická značená trasa 6107
 Turistická značená trasa 6107 je žlutě vyznačená 9,5 kilometru dlouhá pěší trasa Klubu českých turistů vedená z Miškovic přes Ctěnice a Vinoř do Satalic.

## Popis trasy
Z Miškovic vychází trasa východním směrem podél bývalé fortifikace na Zabitém kopci. Projde kolem Ctěnického zámku a jeho parkem a vinořskými ulicemi mezi vilami a domky se dostane až k Cukrovarskému rybníku, který obejde. Spojí se s červeně značenou turistickou trasou a s Naučnou stezkou Vinoř-Jenštejn a spolu dojdou k rybníku Velká Obůrka. Odtud vede spolu s Naučnou stezkou Vinořský park a Satalická obora a s cyklostezkou A263 jižním směrem přírodní rezervací Vinořský park až do Přírodního parku Satalická bažantnice. Za bažantnicí u kaple svaté Anny končí.
| Km  | Místo                 | Navazující a křižující trasy | Nadm. výška |
| --- | --------------------- | ---------------------------- | ----------- |
| 0   | Miškovice (bus)       | 0003                         | 245 m       |
| 2,5 | Ctěnice odb. k zámku  |                              | 240 m       |
| 5   | Vinoř (bus)           |                              | 229 m       |
| 5,5 | Cukrovarský rybník    | 0003                         | 225 m       |
| 7   | Vinoř Obůrky          | 0003                         | 236 m       |
| 9,5 | Satalická obora (bus) |                              | 273 m       |

## Zajímavá místa
- Ctěnice (zámek)
- Vinořský háj
- Miranovy duby - památné stromy
- kaple Svaté cesty
- Hradiště (Vinoř)
- Vinořský park
- Bažantnice v Satalicích - přírodní památka
- kaštanová alej
- Skupina dubů letních v Satalické bažantnici - památné stromy
- Dub letní čtyřkmen v Satalické bažantnici - památný strom
- Kaple svaté Anny - kulturní památka
- tři lípy velkolisté a jedna lípa srdčitá - památné stromy

## Veřejná doprava
Cesta začíná u zastávky MHD v Miškovicích. Prochází kolem zastávek MHD Na Tykačce, Vinoř a Za kapličkou a končí poblíž zastávky MHD Satalice.